# Гаяттсвілл (Меріленд)
Гаяттсвілл (англ. Hyattsville) — місто (англ. city) в США, в окрузі Графство принца Георга штату Меріленд. Населення — 21 187 осіб (2020).

## Географія
Гаяттсвілл розташований за координатами 38°57′38″ пн. ш. 76°57′8″ зх. д. / 38.96056° пн. ш. 76.95222° зх. д. (38.960468, -76.952295).  За даними Бюро перепису населення США в 2010 році місто мало площу 6,97 км², з яких 6,90 км² — суходіл та 0,07 км² — водойми.

## Демографія
Згідно з переписом 2010 року, у місті мешкало 17 557 осіб у 6324 домогосподарствах у складі 3724 родин. Густота населення становила 2518 осіб/км².  Було 6837 помешкань (981/км²).
Расовий склад населення:
| - 35,6 % — чорних або афроамериканців - 33,2 % — білих - 4,4 % — азіатів - 0,8 % — корінних американців - 0,1 % — вихідців з тихоокеанських островів - 21,4 % — осіб інших рас |

До двох чи більше рас належало 4,6 %. Частка іспаномовних становила 34,0 % від усіх жителів.
За віковим діапазоном населення розподілялося таким чином: 22,2 % — особи молодші 18 років, 70,6 % — особи у віці 18—64 років, 7,2 % — особи у віці 65 років та старші. Медіана віку мешканця становила 32,1 року. На 100 осіб жіночої статі у місті припадало 103,2 чоловіків;  на 100 жінок у віці від 18 років та старших — 101,3 чоловіків також старших 18 років.
Середній дохід на одне домашнє господарство  становив 79 684 долари США (медіана — 64 786), а середній дохід на одну сім'ю — 83 745 доларів (медіана — 66 127). Медіана доходів становила 42 491 долар для чоловіків та 42 380 доларів для жінок. За межею бідності перебувало 11,1 % осіб, у тому числі 13,9 % дітей у віці до 18 років та 11,8 % осіб у віці 65 років та старших.
Цивільне працевлаштоване населення становило 10 468 осіб. Основні галузі зайнятості: освіта, охорона здоров'я та соціальна допомога — 23,5 %, науковці, спеціалісти, менеджери — 18,1 %, мистецтво, розваги та відпочинок — 12,2 %, публічна адміністрація — 9,0 %.